# 147-й гвардійський винищувальний авіаційний полк ППО (СРСР)
147-й гвардійський винищувальний авіаційний полк ППО (147 гв. ВАП, пп 49693) — військове формування військ ППО СРСР. Полк брав участь в Другій світовій війні та війні в Кореї. Розформований в 1960 році.

## Історія
Сформований як 630-й винищувальний авіаційний полк з постійного складу Борисоглєбського ВАШП за штатом 015/174 на літаках І-16 (5-ї серії) 15 листопада 1941 року.
27 листопада 1941 року згідно з наказом УВПС Червоної армії полк перебазований в місто Пензу (аеродром Тернівка). Льотний склад здійснив переліт штатними літаками, а технічний склад передислокувався на транспортних літаках Лі-2 та ТБ-3 і, частково, залізничним транспортом.
З 28 листопада 1941 року полк виконував завдання з охорони військових об'єктів міста Пенза. Протягом семи днів технічним складом полку на 14 літаках були змінені старі двигуни, що випрацювали моторесурс. За навчального тренування було здійснено 201 політ із загальним нальотом 168 годин 24 хвилини.
27 січня 1942 року полк отримав наказ заступника Наркома оборони СРСР перебазуватись на Волховський фронт (аеродром Хвойна). З 28 по 30 січня льотний склад двома групами перелетів на аеродром Мігалово (Калінін). 31 січня наземний ешелон (техсклад і штаб) виїхав залізницею до аеродрому Хвойна, куди прибув 5 лютого 1942 року й одразу отримав наступний наказ. Командувач Волховським фронтом Кирило Мерецков поставив завдання перебазуватись на аеродром Олександрівка за 12 км від лінії фронту (поблизу Чудово), куди й перебазувався автотранспортом 7 лютого, одразу розпочавши підготовку стоянок, злітно-посадкових смуг, розмінування і загалом підготовку аеродрому для прийому літаків.
10 лютого 1942 року згідно з наказом заступника Наркома Оборони льотний ешелон полку перебазовувався прямо з аеродрому Мігалово на аеродром Виползово й підпорядковувався 106 ВАД ППО ТК з 15 лютого. 17 лютого було завершено переліт. З 19 по 26 лютого у Виползово перемістився автотранспортом та частково залізницею штаб і технічний склад полку.
З 17 лютого по 23 березня полк виконував задачу з прикриття залізничного вузла Бологе та перегону Бологе-Осташков. Проведено 255 бойових вильотів. 1 березня 1942 року ланкою (ведучий лейтенант В.С. Комаров) І-16 збито 1 літак противника Хе-111.
Починаючи з 16 травня 1943 року полк почав проводити повітряні бої з супротивником при його нальотах на об'єкти м. Волхов. На початку червня, в зв'язку з тим, що полк зазнав значних втрат (з 1 червня включно полк втратив 5 льотчиків та 9 літаків) полку були придані ескадрилья 33 ВАП (7 Як-7б), 1 екіпаж 253 ВАП та 1 екіпаж 441 ВАП.